# Anthanassa atronia
Anthanassa atronia är en fjärilsart som beskrevs av Bates 1866. Anthanassa atronia ingår i släktet Anthanassa och familjen praktfjärilar. Inga underarter finns listade i Catalogue of Life.